# Associazione Calcio Monza 1928-1929
Questa voce raccoglie le informazioni riguardanti l'Associazione Calcio Monza nelle competizioni ufficiali della stagione 1928-1929.

## Stagione
Nella squadra brianzola priva dell'attaccante Angelo Ferraris, prestato al Novara, viene rimpolpata dall'inserimento di molti giovani. Rientra in squadra Carlo Villa autore di cinque centri.

## Rosa
| N. |                   | Ruolo | Calciatore            |
| -- | ----------------- | ----- | --------------------- |
|    | Italia (bandiera) | A     | Giovanni Arosio       |
|    | Italia (bandiera) | C     | Enea Barbaini         |
|    | Italia (bandiera) | A     | Angelo Berera         |
|    | Italia (bandiera) | D     | Giacomo Bosco         |
|    | Italia (bandiera) | A     | Brambilla             |
|    | Italia (bandiera) | A     | Cattaneo              |
|    | Italia (bandiera) | C     | Enrico Colombo (II)   |
|    | Italia (bandiera) | D     | Ernesto Colombo (III) |
|    | Italia (bandiera) | D     | Luigi Colombo (I)     |
|    | Italia (bandiera) | C     | Crippa                |
|    | Italia (bandiera) | C     | Antonio Gariboldi     |
|    | Italia (bandiera) | A     | Mario Genzini         |

| N. |                   | Ruolo | Calciatore        |
| -- | ----------------- | ----- | ----------------- |
|    | Italia (bandiera) | A     | Pietro Lorenzini  |
|    | Italia (bandiera) | D     | Adriano Meschia   |
|    | Italia (bandiera) | A     | Gennaro Mosca     |
|    | Italia (bandiera) | P     | Angelo Piffarerio |
|    | Italia (bandiera) | A     | Emilio Riva (II)  |
|    | Italia (bandiera) | C     | Mario Riva (I)    |
|    | Italia (bandiera) | A     | Carlo Rossi       |
|    | Italia (bandiera) | A     | Carlo Rovelli     |
|    | Italia (bandiera) | P     | Giulio Sironi     |
|    | Italia (bandiera) | A     | Guido Valli       |
|    | Italia (bandiera) | A     | Carlo Villa (I)   |

## Risultati

### Girone di andata
| Arbitro: | Terrieri (La Spezia) |

|                          |           |                          |
| P. Ferrari 38’ Rossi 78’ | Marcatori | 39’ Genzini 82’ C. Villa |

| Arbitro: | Sani (Ferrara) |

|                                          |           |                                      |
| Lorenzini 14’ L. Colombo 32’, 70’ (rig.) | Marcatori | 55’ (aut.) Piffarerio 57’, 65’ Mazza |

| Arbitro: | Beretta (Novi Ligure) |

|             |           |  |
| Gandini 62’ | Marcatori |  |

| Arbitro: | Parodi (Genova) |

|             |           |  |
| Genzini 86’ | Marcatori |  |

| Valenza Po 1º novembre 1928 5ª giornata | Valenzana            | 0 – 0 | Monza | Campoo U.S. Valenzana\| Arbitro: \| Terrieri (La Spezia) \| |
| Arbitro:                                | Terrieri (La Spezia) |       |       |                                                             |

| Arbitro: | Tedeschi (Bologna) |

|          |           |  |
| Valli 2’ | Marcatori |  |

| Arbitro: | P. Barlassina (Novara) |

|                             |           |  |
| Aliverti 70’ Pedrazzini 81’ | Marcatori |  |

| Arbitro: | Pagnin (Treviso) |

|             |           |  |
| M. Riva 29’ | Marcatori |  |

| Arbitro: | Beretta (Novi Ligure) |

|                      |           |  |
| Preuss 25’ Luoni 87’ | Marcatori |  |

| Arbitro: | Mattea (Casale Monf.) |

|                           |           |                        |
| Genzini 29’ Brambilla 70’ | Marcatori | 7’ Gavazzi 27’ Barboni |

| Arbitro: | Lupini (Bergamo) |

|                                                         |           |              |
| Bertolini 20’, 72’ Dusi 46’, 80’ Ciceri 53’ Segagni 86’ | Marcatori | 17’ C. Villa |

| Arbitro: | Melandri (Genova) |

|                                     |           |                    |
| Lorenzini 35’ L. Colombo 82’ (rig.) | Marcatori | 10’, 30’ Subinaghi |

| Arbitro: | Mazzini (Bologna) |

|                           |           |           |
| Della Torre 32’ Butti 86’ | Marcatori | 15’ Valli |

### Girone di ritorno
| Arbitro: | Cardani (La Spezia) |

|                                        |           |           |
| E.Riva 36’, 45’ Valli 67’ C. Villa 69’ | Marcatori | 20’ Rossi |

| Arbitro: | Degli Innocenti (La Spezia) |

|                  |           |             |
| Mandelli 5’, 39’ | Marcatori | 34’ E. Riva |

| Arbitro: | Rampini (Venezia) |

|              |           |  |
| C. Villa 87’ | Marcatori |  |

| Arbitro: | Scorzoni (Bologna) |

|                |           |              |
| Bruschieri 51’ | Marcatori | 34’ C. Villa |

| Arbitro: | Mazza (Genova) |

|                                      |           |  |
| E. Colombo 28’ E. Riva 64’ Valli 80’ | Marcatori |  |

| Arbitro: | Bo (Genova) |

|                           |           |  |
| Mattuteia 37’ Bolledi 64’ | Marcatori |  |

| Arbitro: | Actis (Vercelli) |

|             |           |  |
| E. Riva 27’ | Marcatori |  |

| Legnano 21 aprile 1929 21ª giornata | Saronno            | 0 – 0 | Monza | Stadio del Littorio\| Arbitro: \| Brighenti (Trento) \| |
| Arbitro:                            | Brighenti (Trento) |       |       |                                                         |

| Arbitro: | Brighenti (Trento) |

|  |           |           |
|  | Marcatori | 47’ Luoni |

| Arbitro: | Lerni (Torino) |

|              |           |  |
| Pianzola 24’ | Marcatori |  |

| Arbitro: | Mazza (Genova) |

|                             |           |              |
| E. Colombo 50’ Barbaini 80’ | Marcatori | 42’ Molinari |

| Arbitro: | Dalle Mole (Vicenza) |

|             |           |                               |
| Valenti 85’ | Marcatori | 48’, 58’ E. Riva 83’Lorenzini |

| Arbitro: | Ciamberlini (Genova) |

|                  |           |          |
| E. Riva 38’, 75’ | Marcatori | 27’ Linz |

## Statistiche

### Statistiche di squadra
| Competizione    | Punti | In casa | In casa | In casa | In casa | In casa | In casa | In trasferta | In trasferta | In trasferta | In trasferta | In trasferta | In trasferta | Totale | Totale | Totale | Totale | Totale | Totale | DR |
| Competizione    | Punti | G       | V       | N       | P       | Gf      | Gs      | G            | V            | N            | P            | Gf           | Gs           | G      | V      | N      | P      | Gf     | Gs     | DR |
| --------------- | ----- | ------- | ------- | ------- | ------- | ------- | ------- | ------------ | ------------ | ------------ | ------------ | ------------ | ------------ | ------ | ------ | ------ | ------ | ------ | ------ | -- |
| Prima Divisione | 27    | 13      | 9       | 3       | 1       | 23      | 11      | 13           | 1            | 4            | 8            | 9            | 22           | 26     | 10     | 7      | 9      | 32     | 33     | -1 |

### Statistiche dei giocatori
| Giocatore         | Prima Divisione | Prima Divisione |
| Giocatore         | Presenze        | Reti            |
| ----------------- | --------------- | --------------- |
| G. Arosio         | 1               | 0               |
| E. Barbaini       | 22              | 1               |
| A. Berera         | 5               | 0               |
| G. Bosco          | 23              | 0               |
| . Brambilla       | 5               | 1               |
| . . Cattaneo      | 15              | 0               |
| En. Colombo (II)  | 26              | 2               |
| Er. Colombo (III) | 5               | 0               |
| L. Colombo (I)    | 14              | 3               |
| . Crippa          | 3               | 0               |
| A. Gariboldi      | 13              | 0               |
| M. Genzini        | 15              | 3               |
| P. Lorenzini      | 22              | 3               |
| A. Meschia        | 8               | 0               |
| G. Mosca          | 5               | 0               |
| A. Piffarerio     | 25              | -32             |
| M. Riva (I)       | 6               | 1               |
| E. Riva (II)      | 15              | 9               |
| C. Rossi          | 4               | 0               |
| C. Rovelli        | 7               | 0               |
| G. Sironi         | 1               | -1              |
| G. Valli          | 25              | 4               |
| C. Villa (I)      | 25              | 5               |

Riserve: Piffarerio; Berera, Banfi; Micucci, Giacomo Villa, Corradi; Crippa (capitano), Rovelli, Ferraris, Carlo Villa, Spialtini.

## Arrivi e partenze
| Acquisti | Acquisti          | Acquisti        | Acquisti   |
| -------- | ----------------- | --------------- | ---------- |
| A        | Giovanni Arosio   | Juventus Italia | definitivo |
| C        | Enea Barbaini     | US Milanese     | definitivo |
| C        | Angelo Berera     | Trento          | definitivo |
| C        | ??? Cattaneo      | ???             | definitivo |
| P        | Ernesto Colombo   | Pro Victoria    | definitivo |
| C        | Antonio Gariboldi | Pro Victoria    | definitivo |
| C        | Mario Riva        | Pro Victoria    | definitivo |
| P        | Giulio Sironi     | Pro Victoria    | definitivo |
| A        | Guido Valli       | ???             | definitivo |
| A        | Carlo Villa       | Pro Patria      | definitivo |

| Cessioni | Cessioni          | Cessioni    | Cessioni          |
| -------- | ----------------- | ----------- | ----------------- |
| C        | Antonio Andreoli  | Stradellina | definitivo        |
| C        | Mario Antonioli   | Varese      | definitivo        |
| C        | Luigi Besia       | ???         | definitivo        |
| .        | Pietro Carperni   | ???         | definitivo        |
| A        | Angelo Ferraris   | Novara      | definitivo        |
| A        | Francesco Fossati | Seregno     | definitivo        |
| A        | Ermanno Missaglia | Varese      | definitivo        |
| .        | Angelo Montrasio  | ???         | definitivo        |
| .        | Eliseo Nova       | ???         | definitivo        |
| C        | Mario Novella     | Signe       | definitivo        |
| A        | Carlo Ratti       | ???         | definitivo        |
| .        | Augusto Sala      | ???         | militare a Torino |